# Leon Raszeja
Leon Raszeja (ur. 26 czerwca 1901 w Chełmnie, zm. 9 września 1939 w Lublinie) – polski prawnik i działacz społeczno-polityczny, prezydent Torunia w latach 1936–1939.

## Życiorys
Urodził się w rodzinie urzędnika pocztowego Ignacego i Marii z domu Cichoń. Brat Franciszka i Maksymiliana. Absolwent gimnazjum klasycznego w Chełmnie, gdzie był członkiem Towarzystwa Tomasza Zana. Studia rozpoczął na Uniwersytecie Jagiellońskim, a skończył na Uniwersytecie Poznańskim. Należał do Polskiej Korporacji Akademickiej Baltia. W przeprowadzonych 10 czerwca 1936 wyborach Rada Miejska Torunia powierzyła mu stanowisko prezydenta miasta. Kontynuował i rozwijał modernizację i rozbudowę Torunia, zapoczątkowaną przez Antoniego Bolta. Obok wojewody pomorskiego Władysława Raczkiewicza był gorącym rzecznikiem idei utworzenia Wielkiego Pomorza i praw Torunia do zachowania stolicy, w czasie rozpatrywanych wówczas projektów granic niektórych województw. 11 listopada 1937 został odznaczony Krzyżem Kawalerskim Orderu Odrodzenia Polski. Był członkiem Wydziału Wykonawczego Pomorskiego Wojewódzkiego Komitetu Funduszu Obrony Narodowej w Toruniu w 1938.
Po wybuchu II wojny światowej, 3 września wyznaczył na swojego zastępcę Artura Szulca (według innych źródeł, Szulca mianował wojewoda Władysław Raczkiewicz). Od 4 do 6 września prowadził ewakuację władz miejskich. Przebywając w Lublinie, 9 września Raszeja zginął podczas nalotu. Leon Raszeja spoczął na cmentarzu wojskowo-komunalnym (kwatera obrońców z września 1939) w kompleksie cmentarnym przy ulicy Lipowej w Lublinie, po wojnie zwłoki przeniesiono na Cmentarz komunalny Junikowo w Poznaniu (pole AZ kwatera 2-P2-124).